# María Antonieta y sus hijos
María Antonieta y sus hijos, también conocida como María Antonieta de Lorena-Habsburgo, reina de Francia, y sus hijos, es una pintura al óleo de la artista francesa Marie-Louise-Élisabeth Vigée-Lebrun, pintada en 1787 y actualmente exhibida en el Palacio de Versalles. Sus dimensiones son 275 x 216,5 cm.

## Historia

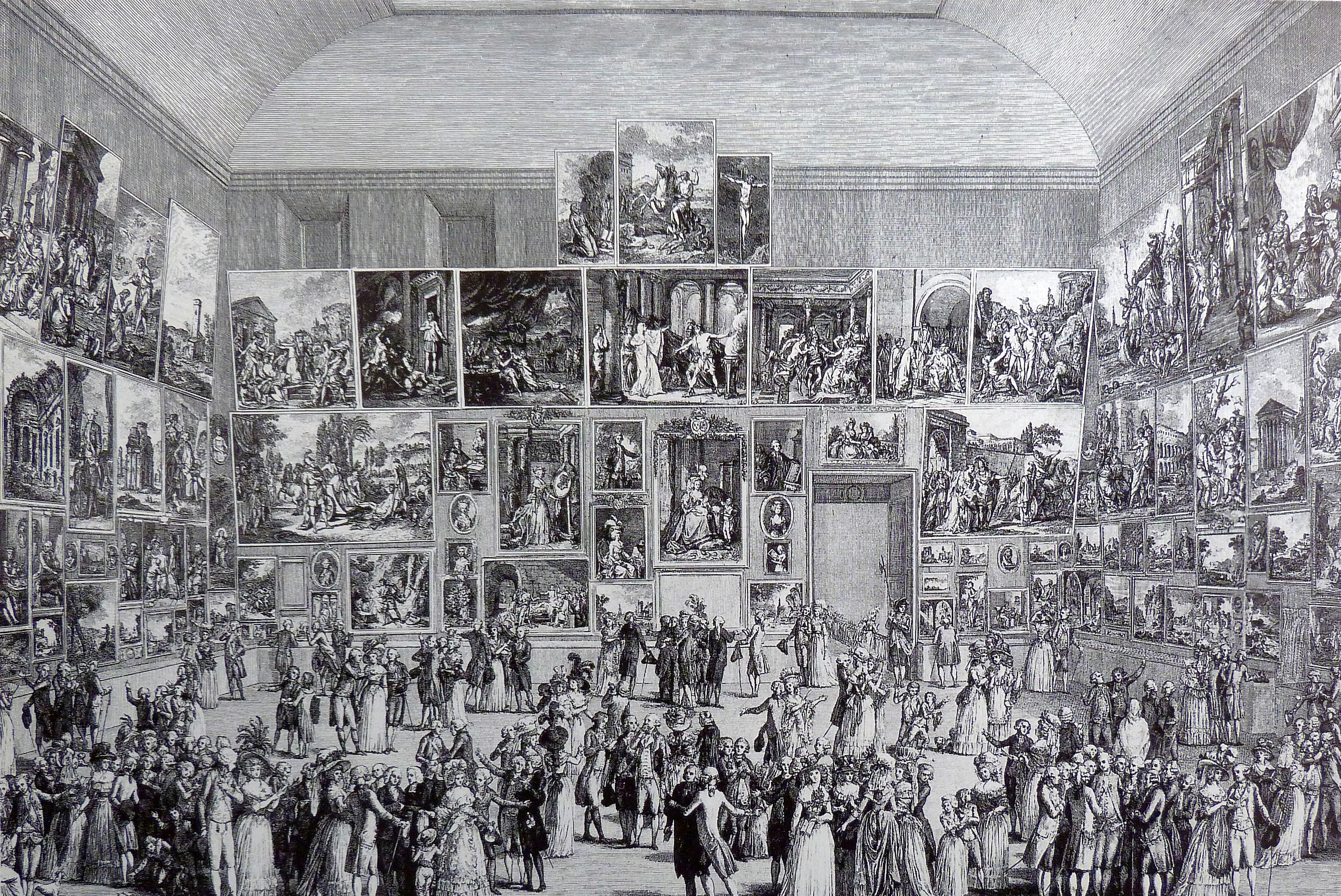
Exposición en el Salón de 1787 de Pietro Antonio Martini.

En julio de 1785, la reputación de María Antonieta se vio empañada por el asunto del collar. A pesar de su falta de implicación personal en el escándalo, la opinión pública se volvió todavía más en su contra. En un esfuerzo por mejorar la percepción pública de la reina, ese mismo año, Luis XVI le encargó a Marie-Louise-Élisabeth Vigée-Lebrun que pintara un retrato oficial que representara a María Antonieta con simpatía. La atención se centraría en la soberana como reina y, lo que es más importante, como madre; como tal, la pintura la muestra rodeada de sus hijos y usando pocas joyas. Para atraer aún más la simpatía del público, Vigée Le Brun dejó una cuna vacía en el lugar de la hija menor de la reina, Sofía Beatriz, quien murió poco antes de que se completara la pintura. 
Su primera exhibición pública estaba destinada a ser en el Salón de agosto de 1787. Sin embargo, debido a la impopularidad de María Antonieta en ese momento y al temor de que la pintura fuera dañada, Vigée Le Brun se negó a enviarla. Sin embargo, la administración insistió en que lo hiciera y la pintura fue exhibida, con una reacción mixta.
Después del Salón, hasta el 4 de junio de 1789, se expuso en el Salón de Marte del Palacio de Versalles. Ese día murió el delfín, y la reina ordenó retirarlo porque la hacía llorar la visión de su fallecido primogénito indicando la cuna vacía de su otra hijita también difunta. Durante la Revolución Francesa, se almacenó en las colecciones nacionales; desde el reinado de Luis Felipe I, está al cuidado del museo de Versalles.

## Descripción

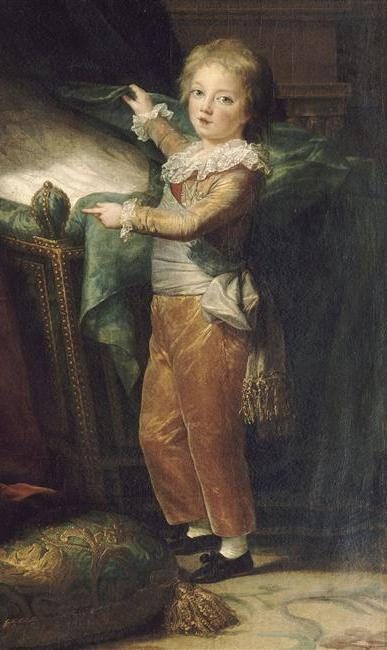
Luis José, delfín de Francia.

El atuendo de la soberana fue especialmente estudiado: la pintura muestra a María Antonieta con un vestido sobrio, que había empezado a usar tras el escándalo para reemplazar los bonitos vestidos de muselina que le habían costado duras críticas, este es de terciopelo rojo con ribete negro de piel de marta cibelina y sombrero a juego adornado con plumas. Intencionadamente, no lleva collar, solo un par de aretes con grandes perlas colgantes en forma de lágrima que apreciaba particularmente. Su hijo menor, el futuro Luis XVII, está sentado en su regazo y de pie su hija, María Teresa, se apoya cariñosamente en su brazo derecho. Su hijo mayor, Luis José, el delfín en ese momento, está a su izquierda delante de la cuna vacía, destinada a su hija menor, Sofía Beatriz, que murió antes de que se terminara la pintura.
La obra está cargada de simbolismo. Su composición general está inspirada en las representaciones renacentistas de la Sagrada Familia, según lo aconsejado por Jacques-Louis David, un notable pintor contemporáneo. Hay referencias adicionales más personales al estatus regio de María Antonieta, como la Galería de los Espejos de Versalles detrás de ella, corazón de la monarquía francesa, o el vestido que lleva puesto, que recuerda a uno que lució María Leszczyńska en un retrato. También hay un joyero a la derecha, que evoca la historia de Cornelia, una antigua romana que dijo que sus hijos eran sus joyas. Esta última referencia sirve para enfatizar la imagen de María Antonieta como madre, colocando a sus propios hijos por encima de preocupaciones materiales como las joyas, especialmente a raíz del escándalo del collar.

## Legado
La pintura es una de las obras más emblemáticas de la colección de Versalles y es considerada un importante tesoro nacional; es conocida por la mayoría en Francia, ya que se reproduce en los libros de texto escolares de historia.
Se produjeron tres versiones en tapices de los Gobelinos en 1814, 1822 y 1897. La primera fue regalada por Napoleón III a la emperatriz Isabel de Austria en 1868 y la tercera por el presidente de la república a la emperatriz Alejandra Fiódorovna de Rusia durante su visita de Estado a Francia en 1902. Unos años antes, en 1896, el zar y su esposa habían hecho otra visita oficial al país y la zarina, interesada en la figura de la reina María Antonieta, apreció mucho que se le permitiera dormir en su dormitorio en el palacio de Versalles. Encantada con el tapiz, lo colocó en el salón de recepción del palacio Alejandro de Tsarskoye Selo y, unos años más tarde, colocó enfrente su propio retrato. Le gustaba compararse con Catalina II, pero se parecía en muchos aspectos a la última soberana del Antiguo Régimen.
El segundo tapiz permanece en el Palacio del Elíseo desde 1877.